# مبدل جهد مستمر
محول الجهد المستمر (بالإنجليزية: DC-to-DC converter) هو عبارة عن محول مدخله فرق جهد مستمر معين (dc voltage) ومخرجه فرق جهد مستمر أيضا وعادة مختلفةً في المقدار عن جهد المدخل. مستويات فرق الجهد تتباين من القيم الصغرى (بطاريات صغيرة) إلى جهد نقل مرتفع جدا.

## تاريخ
قبل تطوير علم النانو وتطبيقاته المرادفة (راجع: أشباه الموصلات)
كانت إحدى طرق تحويل الجهد المستمر إلى جهد أعلى عبر تحوله أولا إلى جهد متغير (AC Voltage) ثم إلى باستخدام هزاز (vibrator) متبوعا بمحول رافع لفرق الجهد تدريجيا (step-up transformer).